# Sender Würzberg
Der Sender Würzberg nahe dem gleichnamigen Stadtteil Würzberg von Michelstadt im Odenwald ist eine Anlage des Hessischen Rundfunks zur Verbreitung von UKW- und TV-Programmen in Südhessen. Die Anlage ist seit 1951 in Betrieb und verwendet als Antennenträger einen 113,5 m hohen abgespannten Stahlfachwerkmast. Die Höhe über Normalnull beträgt zwischen 530 und 540 m.

## Frequenzen und Programme

### Analoges Radio (UKW)
Das erste UKW-Hörfunkprogramm im Rhein-Main Gebiet startete auf dem Großen Feldberg im Taunus.
Beim Antennendiagramm sind im Falle gerichteter Strahlung die Hauptstrahlrichtungen in Grad angegeben.
| Frequenz (MHz) | Programm   | RDS PS            | RDS PI                | Regionalisierung | ERP (kW) | Antennendiagramm rund (ND)/gerichtet (D) | Polarisation horizontal (H)/vertikal (V) |
| -------------- | ---------- | ----------------- | --------------------- | ---------------- | -------- | ---------------------------------------- | ---------------------------------------- |
| 88,1           | hr1        | __hr1___          | D361                  | –                | 5        | D (240°-0°)                              | H                                        |
| 97,4           | hr2-kultur | __hr2___          | D362                  | –                | 5        | D (240°-0°)                              | H                                        |
| 89,7           | hr3        | __hr3___          | D363                  | –                | 5        | D (240°-0°)                              | H                                        |
| 103,8          | hr4        | hr4_Sued __hr4___ | D864 (regional), D364 | Rhein-Main       | 5        | D (240°-0°)                              | H                                        |

### Digitales Fernsehen (DVB-T)
Die DVB-T-Ausstrahlungen auf dem hr-Mast laufen seit dem 29. Mai 2006 und sind im Gleichwellenbetrieb (Single Frequency Network) mit anderen Sendestandorten.
| Kanal | Frequenz (MHz) | Multiplex                   | Programme im Multiplex                                                                                                   | ERP (kW) | Antennendiagramm rund (ND)/ gerichtet (D) | Polarisation horizontal (H)/ vertikal (V) | Modulations- verfahren | FEC | Guard- intervall | Bitrate (MBit/s) | Gleichwellennetz (SFN)                                                                      |
| ----- | -------------- | --------------------------- | --- | -------- | ----------------------------------------- | ----------------------------------------- | ---------------------- | --- | ---------------- | ---------------- | ------------------------------------------------------------------------------------------- |
| 37    | 602            | ARD Digital (hr)            | - Das Erste (hr) - Phoenix - ARTE - tagesschau24                                                                         | 50       | ND                                        | H                                         | 16-QAM (8-k-Modus)     | 2/3 | 1/4              | 13,27            | Großer Feldberg (Taunus), Europaturm (Frankfurt), Hohe Wurzel (Taunus), Würzberg (Odenwald) |
| 53    | 730            | ARD regional (hr) Südhessen | - hr-fernsehen - Bayerisches Fernsehen Süd (Schwaben/Altbayern) - SWR Fernsehen Baden-Württemberg - WDR Fernsehen (Köln) | 50       | ND                                        | H                                         | 16-QAM (8-k-Modus)     | 2/3 | 1/4              | 13,27            | Würzberg                                                                                    |
| 21    | 474            | ZDFmobil                    | - ZDF - 3sat - ZDFinfo - KiKA (06–21:00 Uhr)/ZDFneo (21–06:00 Uhr)                                                       | 50       | ND                                        | H                                         | 16-QAM (8-k-Modus)     | 2/3 | 1/4              | 13,27            | Würzberg, Königstuhl (Heidelberg)                                                           |

Meist ist der Empfang von DVB-T aus dem Rhein-Main-Gebiet auch gut möglich. Von dort kommen die Privatsendergruppen RTL und ProSiebenSat.1 sowie ein gemischtes Privatbouquet, das auch Tele 5 enthält.
Eine vertikal auf den Standort Großer Feldberg im Taunus ausgerichtete Dachantenne ist diesbezüglich die beste Lösung. Zimmer- bzw. Außenantennenempfang ist in günstigen Lagen eventuell aber auch möglich.
Zu beachten ist bei Nutzung von Dachantennen, dass sowohl im Band III VHF, wie auch im Band IV/V UHF gesendet wird. Somit besteht entweder die Möglichkeit, eine Kombiantenne Band III VHF/Band IV/V UHF oder zwei verschiedene, für die jeweiligen Bereiche geeignete Antennen in vertikaler Polarisation am Antennenmast zu montieren. Nach der Verlagerung des momentan in Band III VHF sendenden DVB-T-Bouquets nach Band IV/V UHF Juli 2009 ist über Band III VHF mit der gesetzten Antenne dann auch DAB-Radioempfang möglich.
Die analoge Ausstrahlung wurde an diesem Standort mit der Inbetriebnahme von DVB-T zum 29. Mai 2006 beendet.
Zuvor wurde in analogem PAL Folgendes gesendet:
| Kanal | Frequenz (MHz) | Programm       | ERP (kW) | Antennendiagramm rund [ND]/ gerichtet [D] | Polarisation horizontal [H]/ vertikal [V] |
| ----- | -------------- | -------------- | -------- | ----------------------------------------- | ----------------------------------------- |
| 56    | 751,25         | Das Erste (hr) | 100      | D                                         | H                                         |

Am 4. Dezember 2007 wurde der ARD-Digital-(hr)-Multiplex von Kanal 31 auf Kanal 37 verschoben. Dieser Kanal war zuvor am Donnersberg (Kirchheimbolanden) in der Pfalz in Betrieb und übertrug jahrzehntelang analog das Programm des ZDF. Der Sendebetrieb auf Kanal 31 wurde zu diesem Zeitpunkt eingestellt. Seit dieser Umstellung gibt es im Bereich Wiesbaden teilweise Empfangsprobleme mit Kanal 37. Hier rät der hr in einer Pressemitteilung auf andere Standorte wie Donnersberg oder Heidelberg auszuweichen.
Am 21. Mai 2008 wurde durch den hr im ARD-Digital-Multiplex hessenweit auf dem Programmplatz von ARTE/Einsfestival die Zeitpartagierung zugunsten von ARTE verändert und statt Einsfestival nun EinsExtra (heute tagesschau24) aufgeschaltet.
Am 5. November 2008 wurde ein Kanalwechsel beim ZDF-mobil Multiplex von Kanal 27 auf Kanal 21 durchgeführt. Beim ZDF-mobil Multiplex besteht nun nur noch ein SFN zwischen Würzberg und Heidelberg, beim ARD regional (hr) Multiplex wurde das SFN zwischen Würzberg, Heidelberg Königstuhl und Stuttgart Frauenkopf aufgehoben. Dieser Multiplex läuft nun mit unveränderter Belegung einzeln am Sender Würzberg; die Zuführung erfolgt weiterhin durch den SWR.